# Isabela (Negros Ocidental)
Isabela é um município de  segunda classe de renda municipal (d) na província Negros Ocidental, nas Filipinas. De acordo com o censo de 1 de maio  de  2020 possui uma população de 64 516 pessoas e 15 685 domicílios.